# Zákľuky (Niżne Tatry)
Zákľuky (1915 m) – szczyt w Niżnych Tatrach na Słowacji. Znajduje się w zachodniej części Niżnych Tatr, w tzw. Dumbierskich Tatrach, w bocznym ramieniu oddzielającym się w Polanie (1890 m) od głównego grzbietu niżnotatrzańskiego. Grzbiet ten biegnie w kierunku północnym poprzez Zákľuky do Bôru, rozdzielając górne części dolin: Demianowskiej na wschodzie i Krzyskiej na zachodzie.
Zákľuky to mało wybitny wierzchołek, wraz ze szczytem Bôr tworzący jeden masyw. Podobnie jak i cały główny grzbiet Dumbierskich Tatr budują go granity typu „dumbierskiego”. Ze względu na dużą odporność tych skał masyw ma obłe kształty, o wyrównanym przebiegu linii grzbietowej oraz dość łagodnie urzeźbionych stokach. Tym niemniej na grzbiecie w wielu miejscach występują grupy skał. Grzbiet i stoki są trawiaste, niżej porastające kosodrzewiną.
Zákľuky i Bôr leżą na obszarze Parku Narodowego Niżne Tatry. Ich stoki aż po główny grzbiet są jedną z głównych ostoi kozic w Niżnych Tatrach.
Przez szczyt Zákľuky prowadzi znakowany kolorem żółtym szlak turystyczny z Doliny Demianowskiej na Polanę. Z uwagi na wymogi ochrony przyrody (ostoja kozic) szlak ten jest corocznie zamykany od 16 października do 30 czerwca.
Szlak turystyczny
 Dolina Demianowska (parking przy Demianowskiej Jaskini Wolności) – Sedlo Sinej – Bôr – Zákľuky – Poľana. Czas przejścia 3.40 h, ↓ 2.45  h